# Rudno (Piccola Polonia)
Rudno è una frazione della Polonia nel voivodato della Piccola Polonia, situata 6 km a ovest di Cracovia, nel comune di Krzeszowice.
Ospita sul suo territorio il Castello di Tenczyn.
L'economia è basata principalmente sull'agricoltura.

## Galleria d'immagini

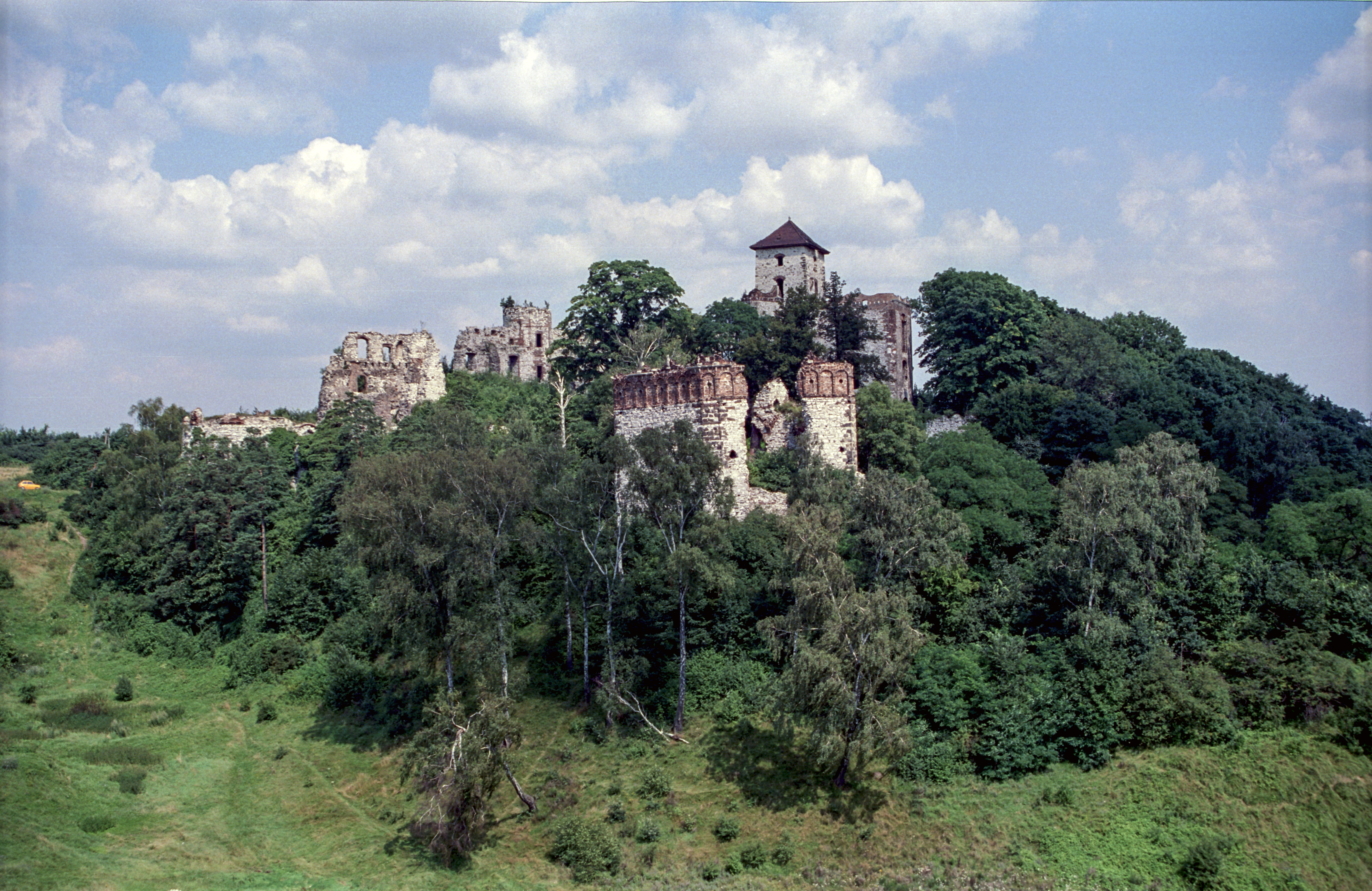
Castello di Tenczyn
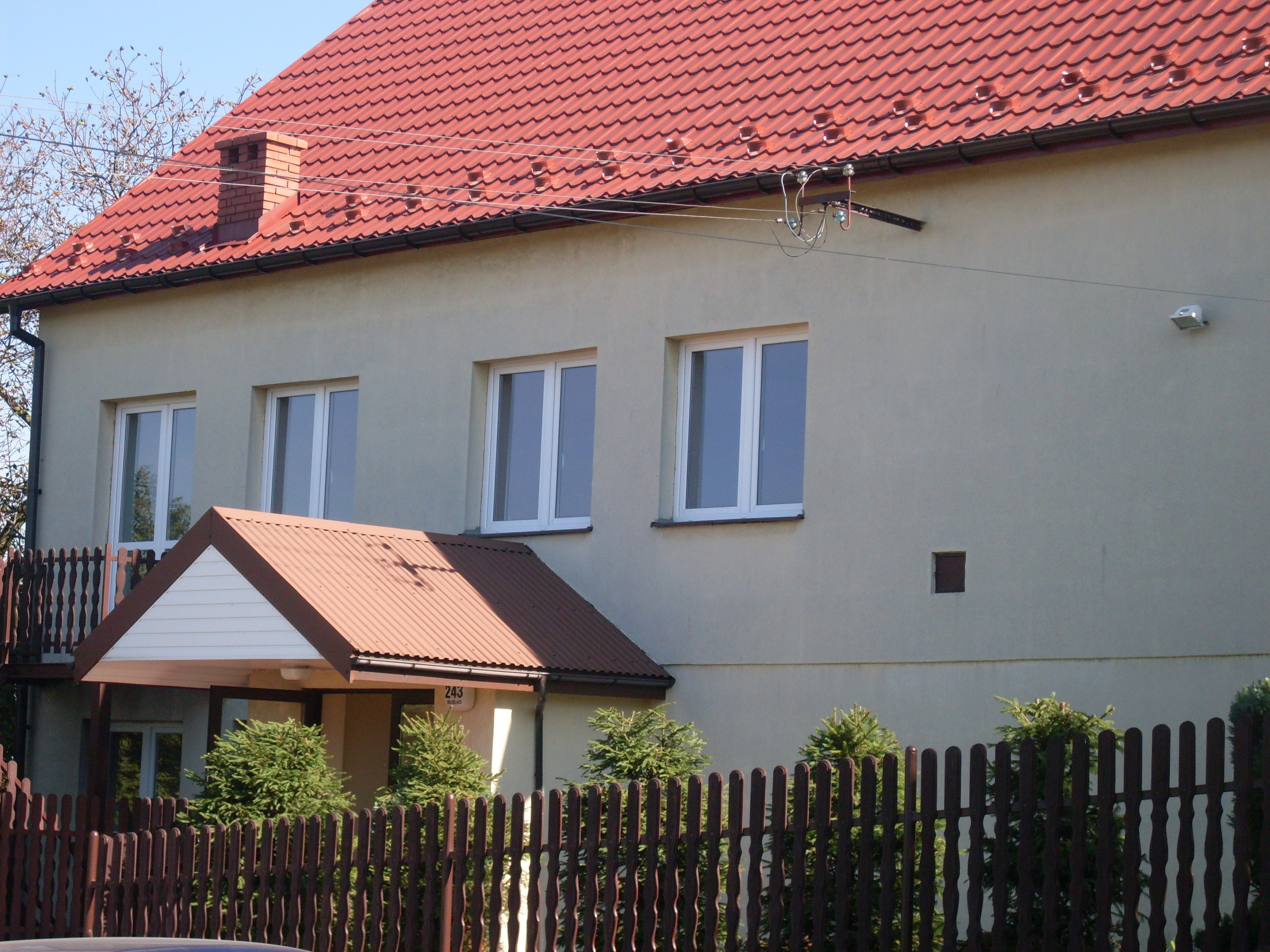
Sala del Regno dei Testimoni di Geova
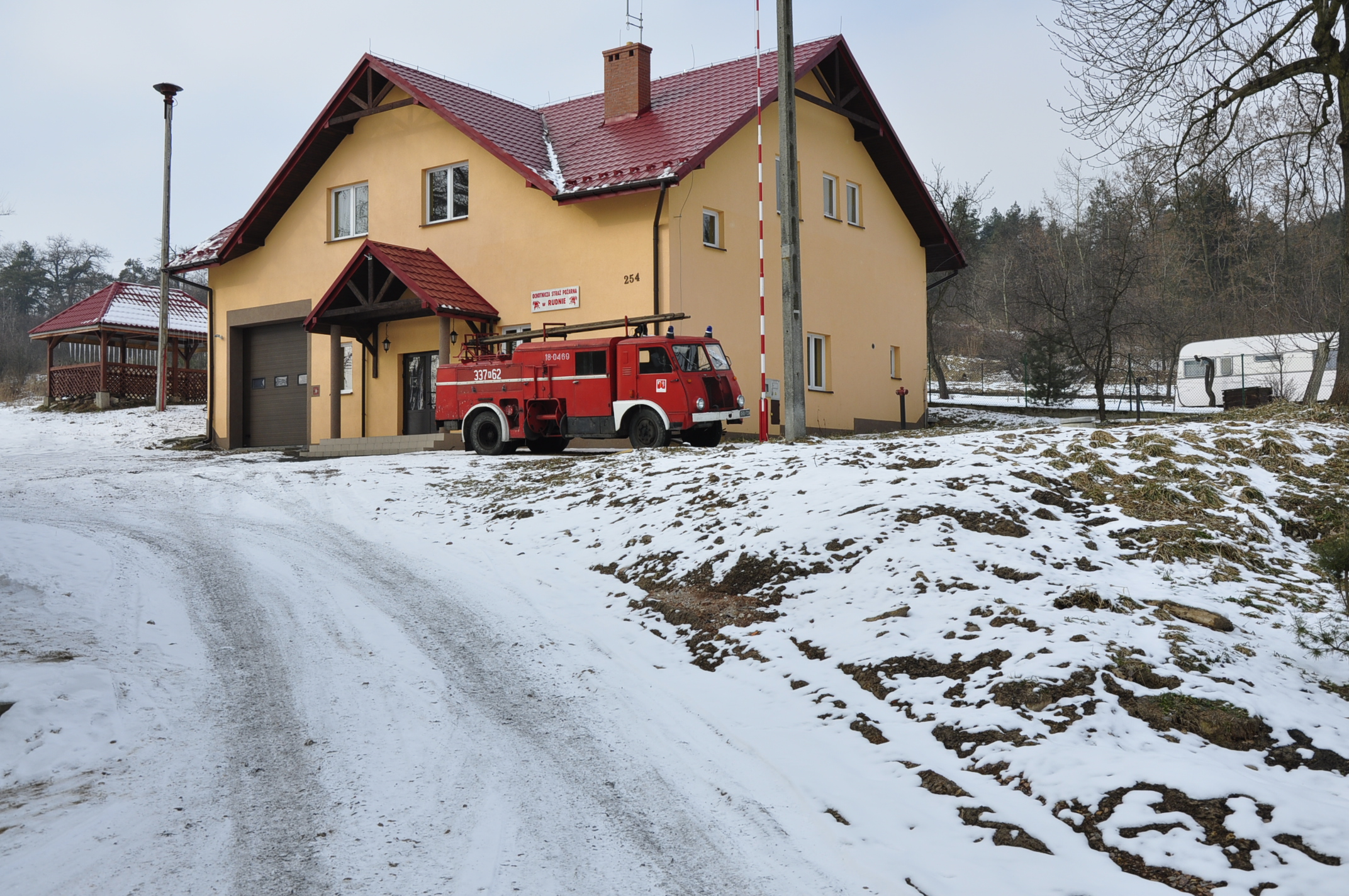
Rudno